# 石田明義
石田 明義（いしだ あきよし、1951年（昭和26年） - ）は、日本の弁護士。北海学園大学出身の生え抜き法曹の一人。札幌弁護士会所属。

## 来歴・人物
北海道留萌郡小平町鬼鹿生まれ。北海道留萌高等学校を経て、1975年北海学園大学法学部卒業。大学在学中は大和哲夫ゼミに所属していた。1981年（昭和56年）弁護士登録（司法修習33期）。
同年4月より北海道合同法律事務所所属。日本の戦争賠償と戦後補償の問題に取り組み、香港軍票の調査などを行った。
この他、幼少期の小児マヒを患った経験から障害者と法律の関わりにおける研究や、障害者の法的保護にも取り組んでおり、全国障害者問題研究会北海道支部支部長も務めた。1999年より北海学園大学法学部法職講座講師に就任（～2005年）。2005年には出身校に法科大学院が出来たため、北海学園大学に招聘され、同校大学院法務研究科非常勤講師も務めた。

## 主な論文
- 「地方行政と行政法は住民にやさしいか（自治体で行政法はどう活きているか<特集>）」法学セミナ-455号（1992年）
- 『北海道の障害児の高等部入学問題を考える』（共同執筆、日本教育学会大會研究発表要項 51、1992年）
- 『砂川「空知太神社」住民訴訟と政教分離違憲判決（特集 小泉靖国参拝を検証する--最高裁三判決の検討と、政教分離運動の展望） -- （第2部 政教分離の現状と新たな運動の展望）』法と民主主義410号（2006年）
- 「北海道砂川市・空知太神社政教分離住民訴訟」法学セミナー673号（2011年1月）30-33頁